# Karasuma-Oike (métro de Kyoto)
Karasuma-Oike (烏丸御池駅, Karasuma-Oike-eki) est une station du métro de Kyoto dans l'arrondissement de Nakagyō à Kyoto. Elle est située au croisement des lignes Karasuma et Tōzai.

## Situation sur le réseau
La station Karasuma-Oike est située au point kilométrique (PK) 7,6 de la ligne Karasuma et au PK 14,3 de la ligne Tōzai.

## Histoire
La station a été inaugurée le 29 mai 1981 sur la ligne Karasuma. La ligne Tōzai y arrive 12 octobre 1997.

## Services aux voyageurs

### Accès et accueil
La station est ouverte tous les jours.

### Desserte
- Ligne Karasuma :
  - voie 1 : direction Takeda
  - voie 2 : direction Kokusaikaikan
- Ligne Tōzai :
  - voie 1 : direction Uzumasa Tenjingawa
  - voie 2 : direction Rokujizō ou Biwako-hamaotsu (par la ligne Keihan Keishin)

## Dans les environs
- Musée international du manga de Kyoto